# ييروكليس ستولتيديس
ييروكليس ستولتيديس (باليونانية: Ιεροκλής Στολτίδης)‏ (2 فبراير 1975 كاندية اليونان - ) هو لاعب كرة قدم يوناني، يلعب كلاعب وسط.

## مسيرته الكروية
لعب ييروكليس ستولتيديس خلال مسيرته الاحترافية مع 3 أندية في تسعة عشر موسمًا وسجل خلالها 54 هدفًا ضمن 405 مباراة. حيث فاز في أربعة مواسم بالكأس وفي خمسة مواسم بالدوري.
خاض ييروكليس ستولتيديس مسيرته مع نادي إيراكليس في موسم 1992–93 ليلعب معه أحد عشر موسمًا، مشاركًا في 223 مباراة سجل خلالها 32 هدفًا. ثم انتقل إلى نادي أولمبياكوس في موسم 2003–04 ليلعب معه سبعة مواسم، حيث شارك في 154 مباراة سجل خلالها 20 هدف. لينتقل بعدها إلى PAE Kerkyra ‏ في موسم 2010–11 لمدة موسم واحد، مشاركًا في 28 مباراة سجل خلالها هدفين.

## روابط خارجية
- ييروكليس ستولتيديس على موقع الاتحاد الدولي (مؤرشف)  (الإنجليزية)
- ييروكليس ستولتيديس على موقع قاعدة بيانات كرة القدم.إي يو (الإنجليزية)
- ييروكليس ستولتيديس على موقع ناشيونال فوتبول تيمز (الإنجليزية)
- ييروكليس ستولتيديس على موقع أوليمبيديا (الإنجليزية)